# Весільні запрошення
Весі́льні запро́шення — письмові запрошення, які покликані офіційно і ввічливо повідомляти про майбутнє весілля з точним зазначенням переліку запрошених, дати, місця і часу його проведення.
Близьких родичів, що проживають разом, прийнято запрошувати через одне весільне запрошення; запрошення родичам, за можливості, передаються особисто.
Існує безліч елегантних, розкішних, веселих і класичних запрошень, виконаних у різних стилях. Весільні запрошення — давня традиція, без якої не може розпочатися перше сімейне свято. Зробити це телефоном абсолютно неприпустимо: це применшує значимість майбутньої події. Крім того, запрошення на весілля підкреслює, наскільки дорогими і бажаними є запрошені на свято.
Раніше це було недосяжною розкішшю для простих людей, доступною лише представникам вищого стану. Сьогодні ж це — правило для всіх, ознака хорошого тону. Але не тільки з цієї причини варто приділяти увагу цій частині підготовки до весілля. Запрошення виконують відразу кілька функцій. Природно, друзям і родичам приємно отримати цей знак уваги від молодят. Звичайно ж, така листівка буде нагадувати про дату, місце проведення і часу. Найчастіше весільні запрошення довгі роки зберігаються у родичів і служать пам'яткою про одне з найзначущіших подій в житті близьких.